# 油香
油香，俗稱油餅，是中國回族的一種傳統食品，由麵粉、鹽、鹼、植物油製作成麵餅，油炸或蒸熟而成。每逢慶祝節目、紅白二事、紀念先人，回民都會炸油香（回族稱為「撈油香」）送禮自用，以示尊祖繼俗。

## 油香的種類
按烹調方法不同可以分為起麵油香、蒸油香和燙麵油香；按口味分有淡味油香、甜味油香等。泉州、揚州等南方回族地區還有不同材料製作的油香，如糯米油香、地瓜油香。
每一種油香都具有不同的意義。發酵面甜味油香、糯米油香、燙面油香象徵吉祥幸福、安樂歡慶、團結友誼；發酵面淡味油香、油漩子表示對已故亡人的懷念；地瓜油香則是對亡者的極度悲痛和哀悼的表示，是人亡後當天消夜吃的和散的油香。

## 油香的起源
相傳先知穆罕默德從麥加到麥地那時，家家都爭著宴請，穆聖為了一視同仁，說他的駱駝走到誰家門口停下，他就在誰家吃。後來駱駝走到一位非常貧困的穆斯林家門口停下了。老夫婦端上一盤子炸油香款待，穆聖非常滿意，誇獎他們的手藝。唐代隨絲綢之路進入中國。

## 炸油香的習俗
炸油香之前，要洗大、小凈以保持「清真」。揉成麵團後，桿成大小一樣、厚薄均勻的圓餅，用刀在中間穿二至三個孔。據傳說，油香上切二至三個孔是在穆罕默德創教時期，為避免宰一峰有功勞的駱駝，而在油香上切兩個刀眼來頂替。炸油香時，一般都要請年長的、有經驗的人來掌鍋。
炸時，忌諱未洗大凈的人闖入，同時還在油鍋旁邊放一碗冷水，以防未洗大凈的人進屋，意在清凈。寧夏南部炸油香時，還忌諱邊吃邊炸，要等炸完再吃。油香炸好以後，要將面子放在上面，要用手順著刀口掰著吃，不能一口一口咬著吃。

## 備註
1. ↑  ：《一切經音義》：「此油餅本是胡食，中國效之。」